# Universa Krankenversicherung
Die Universa Krankenversicherung a. G. (Eigenschreibweise: uniVersa) ist ein deutscher privater Krankenversicherungsverein mit Sitz in Nürnberg in der heutigen Unternehmensgruppe Universa. Der Vorgänger der heutigen privaten Krankenversicherung wurde 1843 konstituiert und ist somit die älteste in Deutschland.
Um den krankheitsbedingten Verdienstausfall decken zu können, gründeten Nürnberger Tabakfabrikarbeiter, auf Initiative von Georg Heine (Nürnberger Tabakfabrikarbeiter), am 5. März 1843 einen Krankenunterstützungsverein für Tabakfabrikarbeiter. In den folgenden Jahren wurde hieraus der Krankenunterstützungsverein für Fabrikarbeiter und später der Nürnberger allgemeine Kranken-Unterstützungs-Verein.